# Domavia
Domavia, rimski municipij na mjestu današnjh Sasa kod Srebrenice. Municipij je bio poveći. Datira iz antike i trajao je i u kasnoj antici. U kraju oko Domavije još su u starom vijeku eksploatirali srebro. Ostatci municipija pronađeni su na lokaciji Gradina. Domavia je bila središtem rudarske uprave za provincije Panoniju i Dalmaciju.
Domavia je bila blizu Argentarije i igrala je veliku ulogu u životu rimskih kolonista.
Rudarstvo na ovom prostoru življe se razvilo nakon što su Rimljani početkom 3. stoljeća pobijedili u ratu protiv Parta. Domavia je procvala, osobito sredinom 3. stoljeća. Pogodovala je činjenica da su u drugim provincijama Rimskog Carstva rudnici srebra bili iscrpljeni pa se Carstvo moralo usredotočiti na nove izvore i Domavia je bila u tom skupu. Vađenje i prerada srebrne rude bila je rastuća državna potreba. Rudarstvo se u Domaviji naglo razvilo već prvih desetljeća 3. stoljeća. i to je za sobom povuklo veliki gospodarski napredak. Zbog rastućeg gospodarstva bila je potreba za novom obrazovanom radnom snagom sa svih strana iz carstva su stizali radnici. Obični robovi nisu mogli nadomjestiti znanje rudarskih stručnjaka, upravnog osoblja i carskih zastupnika. Rudarstvo je utjecalo na razvitak grana koje se nastavljaju na njih, na preradu i proizvodnju, obnovu rada u metalurškim pogonima. Tolika potreba za radnom snagom i rudom za cijelo Carstvo i razvijeno gospodarstvo nužno je Domaviju pretvorilo u živo mjesto koje je bilo važno prometno čvorište. Dobila je važnost i u državnoj upravi, pa je u njoj bilo smješteno važno upravno sjedište za sve rudnike srebra u oblasti Dalmacije i Panonije odnosno u njoj je stolovao prokurator za rudnike srebra. Čini se da nigdje drugdje na području istočne Bosne nije bilo rudnika osim u okružju Domavije. Na mjestu gdje su nekad bili prerađivački pogoni pronašlo se veće količine olovnih grumena, rudarskog oruđa, odljevaka i natpisa sadržaja u kojem je spomenuta neka rudarska djelatnost. Domavia je ušla u kasnu antiku. I u ranoj fazi kasne antike rudarstvo je bila osnovna gospodarska grane, što potvrđuju brojni grobni prilozi (ostatci troske, predmeti od olova i dr.).
U Domaviji su bili javni objekti kao gradska vjećnica (curia), sudnica (tribunal), tržnica (macellum), javno kupatilo (terme), groblja (nekropola), vodovodne i kanalizacijska mreža, putne komunikacije, vjerski spomenici, novac, nakit i ostalo. Urbanistički je Domavija jedini grad na teritoriju BiH koji nije uređen po italskom tipu gradskog naselja, što je vjerojatno zbog terenske konfiguracije. Proizvodnja srebra potrajala je i u 4. stoljeću, a onda je opala zbog nerazvijene tehnologije eksploatiranja srebra zbog čega su rudnici bili nerentabilni. Ipak je sve do polovice 4. stoljeća bili u vrhu rudarskih naselja u rimskoj provinciji Dalmaciji.